# Maurens (Dordogne)
Maurens – miejscowość i dawna gmina we Francji, w regionie Nowa Akwitania, w departamencie Dordogne. W 2013 roku populacja ówczesnej gminy wynosiła 1077 mieszkańców. 
W dniu 1 stycznia 2019 roku z połączenia czterech ówczesnych gmin – Maurens, Laveyssière, Saint-Jean-d'Eyraud oraz Saint-Julien-de-Crempse – powstała nowa gmina Eyraud-Crempse-Maurens. Siedzibą gminy została miejscowość Maurens. 